# Wolki
Wolki ist ein Musikprojekt des Komikers und Stimmenimitators Jörg Knör aus dem Jahr 2008.

## Hintergrund
Wolki ist eine animierte Engelsfigur, ein blonder, blauäugiger Junge, der in weißem Engelsgewand, umgeben von einem Heiligenschein auf einer Wolke im Himmel sitzt und Flöte spielt. Knör war für das gesamte Projekt verantwortlich und schuf die Figur, schrieb Musik und Text und spielte den Titel Ich beschütz Dich! selbst ein. Dazu wurde auch eine internationale Version mit dem Titel I'm Your Angel produziert.
Wolki war die Antwort auf Schnuffel und ähnliche Musikanimationen, die 2008 von dem deutschen Medienunternehmen Jamba zur Vermarktung seiner Klingeltöne kreiert worden waren.

## Diskografie
Singles
- 2008: Ich beschütz Dich!